# 鲍昌
鲍昌（1930年—1989年），男，辽宁凤城人，生于沈阳，中国作家、文学评论家，曾任中国作家协会书记处书记。